# Дорадокуара
Дорадокуара (порт. Douradoquara) — муниципалитет в Бразилии, входит в штат Минас-Жерайс. Составная часть мезорегиона Триангулу-Минейру-и-Алту-Паранаиба. Входит в экономико-статистический микрорегион Патросиниу. Население составляет 3859 человек на 2006 год. Занимает площадь 313,370 км². Плотность населения — 6,2 чел./км².
Праздник города — 30 декабря.

## История
Город основан 30 декабря 1962 года. 

## Статистика
- Валовой внутренний продукт на 2003 год составляет 9 354 284,00 реалов (данные: Бразильский институт географии и статистики).
- Валовой внутренний продукт на душу населения на 2003 год составляет 5013,01 реалов (данные: Бразильский институт географии и статистики).
- Индекс развития человеческого потенциала на 2000 год составляет 0,776 (данные: Программа развития ООН).

## География
Климат местности: тропический.